# Golf de Kuşadası
El golf de Kuşadası (grec: Κόλπος Εφέσου: Kolpos Efessu) és un petit golf i estret del mar Egeu, que separa l'illa grega de Samos de la part continental de Turquia.
Kuşadası és una ciutat turística de la costa occidental de l'Egeu, al golf de Kuşadası. Samos, a Grècia, limita amb el golf de Kuşadası al nord-est i la part continental de Turquia limita amb el golf de Kuşadası a l'oest. L'estret de Mycale també separa l'illa de Samos de la part continental de Turquia i connecta el golf de Kuşadası amb les aigües al sud-oest de Turquia i al sud de l'illa de Samos.